# Toyota Mark X Zio
O Mark X ZiO  é um modelo de automóvel tipo "perua" da Toyota.
Algumas versões foram equipadas com transmissão continuamente variável (Câmbio CVT).